# Anton Tus
Anton Tus (Bribir, 22 novembre 1931 – Zagabria, 4 settembre 2023) è stato un generale croato, dal 1985 al 1991 comandante in capo dell'Aeronautica militare jugoslava. Fu  capo di stato maggiore delle Forze armate croate dal 1991 al 1992 durante la Guerra d'indipendenza croata.

## Biografia
Tus si laureò all'accademia della forza aerea jugoslava, e passò gran parte della sua carriera militare appunto nell'aeronautica jugoslava. Dal 1968 al 1969 fu comandante del 204º Reggimento d'attacco aereo stazionato alla base aerea di Batajnica. Dopo tale comando fu comandante del 5º Corpo aereo e di difesa aerea stazionato nella Repubblica Socialista di Croazia.
nel 1985 fu nominato comandante in capo dell'Aeronautica militare jugoslava, mantenne tale comando fino alla sua defezione nel maggio del 1991 dopo la dissoluzione della Jugoslavia. Dal settembre del 1991 al novembre del 1992 fu capo dello stato maggiore generale delle Forze armate croate, venne sostituito in seguito dal generale Janko Bobetko.
Tra il 1992 e il 1995 fu il consigliere militare del presidente Franjo Tuđman, prima di divenire direttore dell'ufficio per la cooperazione internazionale del ministero della difesa croato dal 1995 al 2001. Nel 2001 fu nominato capo della missione croata della NATO fino al suo ritiro nel 2005.